# Земировский
Земировский — посёлок в Кочковском районе Новосибирской области России. Входит в состав Троицкого сельсовета.

## География
Площадь посёлка — 30 гектаров.

## История
Основан в 1911 году. В 1928 году состоял из 62 хозяйств. В административном отношении входил в состав Линовского сельсовета Петропавловского района Каменского округа Сибирского края.

## Население
| 2002 | 2007 | 2010 |
| ---- | ---- | ---- |
| 57   | ↗60  | ↘37  |

По переписи 1926 г. в поселке проживало 258 человек, в том числе 110 мужчины и 148 женщин. Основное население — русские.

## Инфраструктура
В посёлке по данным на 2007 год отсутствует социальная инфраструктура.